# Jesús Callejo
Jesús Callejo Cabo (Valderas, León, 15 de enero de 1959) es un investigador y escritor español, licenciado en Derecho por la Universidad de Valladolid.

## Biografía
Colaboró en el programa de radio La Rosa de los Vientos de Juan Antonio Cebrián (presentado y dirigido desde 2007 por Bruno Cardeñosa) en la emisora Onda Cero Radio desde 1997 a 2012. Es asesor editorial de la revista Historia de Iberia Vieja y autor de más de veinte libros. Su especialidad son los temas folclóricos y mitológicos, como la existencia de seres legendarios (hadas, duendes y gnomos), la localización de supuestos lugares de poder, la búsqueda de plantas mágicas o el origen de las fiestas sagradas. Asimismo es colaborador habitual de las principales revistas especializadas del sector: Año/Cero, Más Allá de la Ciencia, Historia de Iberia Vieja y Enigmas del hombre y del universo. En esta última publica mensualmente su sección «Crónicas Extravagantes». Formó parte del consejo de redacción de la revista mensual LRV. Los 32 rumbos de La Rosa de los Vientos. Asimismo fue director de Ediciones Corona Borealis, S.L.U.[cita requerida] También colabora esporádicamente en programas de radio y televisión, como Cuarto Milenio.
Desde marzo de 2013 es director del programa radiofónico «La escóbula de la brújula», programa de divulgación histórica, viajes y misterio en el que participan Carlos Canales Torres y Juan Ignacio Cuesta, miembros de las tertulias de las 4C de La Rosa de los Vientos de Juan Antonio Cebrian.

## Obra
- Duendes (EDAF, 1994), en colaboración con Carlos Canales Torres, ilustrado por Ricardo Sánchez Rodríguez. ISBN 84-7640-875-7, ISBN 844140674X, ISBN 9788441406742[1]
- Hadas (EDAF, 1995), ISBN 84-414-0851-3, ISBN 8441406723, ISBN 9788441406728[2]
- Seres y lugares en los que usted no cree (Complutense, 1995), en colaboración con Carlos Canales Torres, ISBN 4-89784-39-6
- 20 relatos inquietantes (Corona Borealis, 1995), en colaboración con VV.AA., ISBN 84-95645-22-X
- Gnomos (EDAF, 1996), ISBN 84-414-0673-1, ISBN 8441406731, ISBN 9788441406735[3]
- Historia oculta del mundo vegetal (Aguilar, 1996), ISBN 84-03-59514-X
- Los dueños de los sueños. Ogros, cocos y otros seres oscuros (Martínez Roca, 1998), ISBN 84-270-2409-6
- La España Extraña (Edaf, Editorial S.A., 1997; reedición en DeBolsillo, 2008), en colaboración con Javier Sierra, ISBN 84-03-09667-4, ISBN 978-84-8346-564-6, ISBN 8441402655, ISBN 9788441402652[4]
- Historia mágica de las flores (Martínez Roca, 1999), ISBN 84-270-2445-2[5]
- Fiestas Sagradas (EDAF, 1999; reedición en Aladena Editorial, 2008), ISBN 84-414-0656-1, ISBN 978-84-92510-03-0, ISBN 9788441406568[6]
- Enigmas en el país borroso (Ediciones del Laberinto, 2000), ISBN 84-87482-74-0
- El bestiario mágico (EDAF, 2000), ISBN 84-414-0802-5
- Un Madrid insólito. Guía para dejarse sorprender (Complutense, 2001), ISBN 84-7491-630-5[7]
- Testigos del prodigio. Poderes ocultos y oficios insólitos (Oberón, 2001), en colaboración con José Antonio Iniesta, ISBN 84-667-0557-0[8]
- Sobre raíles (Imagine Ediciones y FEVE, 2003)
- El fogón esotérico. El crisol andalusí (Corona Borealis, 2004), en colaboración con VV.AA., ISBN 84-95645-49-1
- La Rioja mágica (Corona Borealis, 2004), en colaboración con VV.AA., ISBN 84-95645-52-1
- Enigmas literarios: secretos y misterios de la historia de la literatura (Corona Borealis, 2004), ISBN 84-95645-61-0[9]
- Enigma: de las pirámides de Egipto al asesinato de Kennedy (Temas de hoy, 2005), en colaboración con VV.AA., ISBN 84-8460-451-9
- Breve historia de la brujería (Nowtilus, 2006), ISBN 84-9763-277-X, ISBN 8497635582, ISBN 9788497635585[10]
- El alma de las flores: leyendas, mitos y misterios (Corona Borealis, 2006), ISBN 84-95645-65-3
- Secretos Medievales. De la mesa de Salomón a las máquinas de Leonardo (Temas de hoy, 2006), ISBN 978-84-8460-543-0
- Las criaturas de las tinieblas (América Ibérica, 2007)
- Tensando el Arco. Arco Literario, una tertulia del siglo XXI (Akron, 2007), en colaboración con VV.AA., ISBN 978-84-936011-1-9
- Lugares mágicos de España y Portugal: un recorrido inolvidable por lugares fascinantes de la península (Esquilo, 2007), en colaboración con Tomás Martínez y Paulo Loçao, ISBN 978-989-8092-22-9
- Las profecías del tercer milenio (Aguilar, 2008), ISBN 978-84-03-09905-0
- Fiestas Sagradas (Aladena, 2008), ISBN 978-84-92510-03-0
- 20 historias inquietantes (Minotauro, 2009), en colaboración con VV.AA., ISBN 978-84-450-7741-2
- Sabiduría ancestral de las plantas (Arcopress, 2015), ISBN 78-84-16002-30-6
- La España fabulosa. Leyendas que dejan huella (Booket, 2016), ISBN 978-84-08154-95-2
- Viajes inexplicables: levitaciones, saltos en el tiempo, raptos de hadas y teletransportes sobrenaturales (Luciérnaga, 2016), en colaboración con Chris Aubeck, ISBN 978-84-16694-13-6
- El mundo encantado de Castilla y León (Museo Etnográfico de Castilla y León, 2019), ilustrado por Tomás Hijo, ISBN 978-84-9718-691-9
- He visto cosas que no creerías: El legado de una España mágica (La Esfera de los Libros, 2022), ISBN 978-84-13-84382-7